# Alexandre Bisson
Alexandre Charles Auguste Bisson (9 d'abril del 1848, Briouze, Orne, Baixa Normandia – 27 de gener de 1912, París) fou un important dramaturg, guionista i creador de vodevils francès.
A banda d'assolir la fama com a coautor amb Edmond Gondinet per l'obra "Un Voyage d'agrément" al Théâtre du Vaudeville a Paris, també tingué èxit als teatres de Broadway. De les seues obres, la més reconeguda és "Madame X", que fou representada a Paris, i a Broadway el 1910 amb Sarah Bernhardt en el paper principal. D'aquesta obra s'han fet nombroses adaptacions al cinema. També fou traduïda al català per Narcís Oller el mateix any de la seua publicació.